# Château d'Olvera
Le château d'Olvera est un château situé dans la province de Cadix, dans la communauté autonome d'Andalousie dans le Sud de l'Espagne.
Il a été construit à la fin du XIIe siècle, il faisait partie à l'époque du système défensif du royaume de Grenade. Il se situe sur le plus haut point de la ville d'Olvera, à 623 m d'altitude. Son plan irrégulier respecte la topographie du rocher sur lequel il se trouve.
Il a été déclaré bien d'intérêt culturel en 1982.